# Торрехон-ель-Рубіо
Торрехон-ель-Рубіо (ісп. Torrejón el Rubio) — муніципалітет в Іспанії, у складі автономної спільноти Естремадура, у провінції Касерес. Населення — 616 осіб (2010).
Муніципалітет розташований на відстані близько 210 км на захід від Мадрида, 45 км на північний схід від Касереса.

## Демографія
Динаміка населення (INE ):

## Галерея зображень

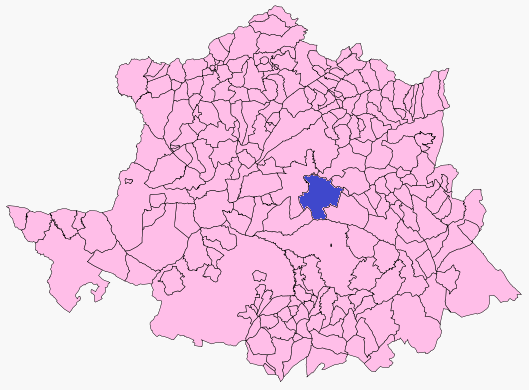
Розташування муніципалітету у провінції Касерес